# Tellement flou d'elle !
Tellement flou d'elle ! (好きな子がめがねを忘れた, Suki na Ko ga Megane o Wasureta) est une série de mangas japonais écrite et illustrée par Koume Fujichika. La série a été publiée pour la première fois sur le compte Twitter de Fujichika en avril 2018 avant d'être publiée en série dans le magazine mensuel Monthly Gangan Joker de Square Enix en novembre de la même année. Ses chapitres ont été rassemblés en douze volumes tankōbon à partir de février 2019 jusqu'en juin 2024. Une adaptation d'une série télévisée animée par GoHands a été diffusée de juillet à septembre 2023.

## Synopsis
En tant que camarade de bureau de la fille populaire Ai Mie, le timide écolier Kaede Komura a toujours son attention fixée sur elle. Attiré par sa beauté et ses charmes mignons, tout ce qu'il souhaite, c'est qu'elle le regarde avec ces beaux yeux sous ses lunettes. Mais quelques jours seulement après avoir fait sa connaissance, Kaede remarque quelque chose de différent chez Ai : ses yeux plissent et ses lunettes ont disparu. Néanmoins, il la trouve toujours adorable et belle.
De façon inattendue, Ai a tendance à oublier ses lunettes. Ayant une vision très mauvaise, elle a du mal à passer sa journée à l'école. Heureusement, Kaede est plus que disposée à l'aider. Alors qu'Ai commence à compter sur lui, les sentiments de Kaede pour elle grandissent encore plus. De même, malgré sa myopie, Kaede devient lentement la personne qu'Ai espère toujours voir.

## Médias

### Mangas
Suki na Ko ga Megane o Wasureta est écrit et illustré par Koume Fujichika. Fujichika a initialement lancé la série sous forme de webcomic sur son compte Twitter en 2018. Il a ensuite commencé la sérialisation dans le Monthly Gangan Joker de Square Enix le 22 novembre 2018 Square Enix a rassemblé ses chapitres dans des volumes tankōbon individuels. Le premier volume est sorti le 22 février 2019. La série se termine avec la sortie de son douzième volume, sorti le 20 juin 2024. La série est sous licence numérique en anglais par Comikey et en version imprimée par Square Enix.

### Anime
Une série télévisée animée a été annoncée le 13 janvier 2023,. Elle a été produite par GoHands et réalisée par Katsumasa Yokomine, avec la direction principale de Susumu Kudo, les scénarios écrits par Tamazo Yanagi, les conceptions des personnages de Takayuki Uchida et la musique composée par Jimmy Thumb P. La série a été diffusée du 4 juillet au 26 septembre 2023 sur Tokyo MX et d'autres réseaux,. La chanson thème d'ouverture, "Name", a été interprétée par Tsuzuri, que la chanson thème de fin, "Megane Go Round", a été interprétée par Masayoshi Ōishi avec Masahiro Itō et Shion Wakayama comme "Masayoshi ga Megane wo Wasureta". Crunchyroll a autorisé la série. Medialink a autorisé la série sous licence en Asie du Sud, du Sud-Est et en Océanie (à l'exception de l'Australie et de la Nouvelle-Zélande) et la diffuse en streaming sur la chaîne YouTube Ani-One Asia.

## Réception
Le manga et l'anime ont reçu des critiques mitigées de la part des critiques, qui ont critiqué l'écriture, le style artistique et les caractérisations.[style à revoir]
Le manga et l'anime ont reçu un accueil polarisant de la part des critiques, la plupart des critiques étant concentrées sur l'écriture, l'humour faible et la caractérisation décevante. Cependant en 2019, le manga a été classé 12e dans la catégorie papier des Next Manga Awards sur 50 nommés.
En août 2023, le manga compte plus d’un million d’exemplaires en circulation.